# 京都見廻組
京都見廻組（きょうとみまわりぐみ）は、江戸時代末期に幕臣によって結成された京都の治安維持組織。新撰組のライバルでもある。

## 概要

### 創設
文久二年（1862年）の京都守護職の設置や八月十八日の政変により京都での反幕府勢力による活動は衰退していた。しかし京都における反幕府勢力は完全に駆逐できたわけではなく、復権の可能性がありえた。江戸幕府は、反幕府勢力の復活による治安の悪化を防ぐために京都見廻組を新設した。元治元年（1864年）、江戸幕府は京都守護職で会津藩主の松平容保の配下として、蒔田廣孝（備中浅尾藩主）と松平康正（旗本）を京都見廻役に任命した。京都見廻役は、京都見廻組を統括する役職とされ、京都への赴任が命じられた。蒔田・松平がそれぞれに配下の組を持ち、それぞれの官職名から相模守組（蒔田）と出雲守組（松平）と称され、各200名ほどの隊士を指揮した。隊長である与頭は旗本、隊員は御家人であった。詰所は二条城の側に置かれたとされる。与頭、与頭勤方、肝煎、見廻組、見廻組並、見廻組御雇、見廻組並御雇などの職階があった。
見廻組は新選組と同じく、反幕府勢力を取り締まる警察活動に従事したが、見廻組は主に御所や二条城周辺の官庁街を管轄とし、新選組は祇園や三条などの町人街・歓楽街を管轄とした。そのためか、新選組と共同戦線をとることはあまり無かったようである。また、身分の違いにより反目することもあったという。見廻組は旗本の次男・三男で剣術に秀でた者を募っていた。
見廻組には格別な規律を当初は定めていなかったが、その後、見廻役から与頭と与頭勤方へ「京都見廻役勤中心得方」が出され、組士の心構えや行動規範が示された。また、私的な依頼による行動も外部からの信頼を失うため、禁止された。

### 龍馬暗殺
大政奉還後、相模組与頭の佐々木只三郎が坂本龍馬を討殺する為に今井信郎、渡辺吉太郎、渡辺篤、桂早之助、世良敏朗、高橋安次郎の6人を選抜する。『坂本龍馬大事典』という図書では、暗殺者に佐々木只三郎、渡辺篤、今井信郎、桂早之助、渡辺吉太郎、高橋安次郎、桜井大三郎、土肥仲蔵の8名が紹介されている。また今井信郎の口上では、佐々木只三郎、今井信郎、桂早之助、渡辺吉太郎、高橋安次郎、桜井大三郎、土肥仲蔵の7名があげられている。慶応3年11月15日、近江屋で坂本龍馬と中岡慎太郎の殺害に成功する（近江屋事件）。当初は、新選組の犯行と考えられたが、物証はなく、明治3年（1870年）に元見廻組の今井信郎が自供したことによって、見廻組の犯行と認められた。龍馬殺害の動機として、慶應2年（1866年）1月、寺田屋遭難（寺田屋事件）の際、龍馬が拳銃を使い、捕り方を射殺し逃走した。その犯行の件で龍馬を捕らえるためだった。龍馬殺害は見廻組の公務執行であり職務遂行であったとされている。
なお、今井信郎の自供において、当時の所管の見廻役は小笠原長遠で、その指示と供述したため、刑部省は静岡藩を通して問い糾した。この件に関して「無関係だ、慶応3年9月から病を得ていたが、龍馬暗殺当時は11月で退役前なので、配下による襲撃を知らなかったことは無念で恐れ入るのみ」と詫びた。静岡藩は信用できるものとして保証し刑部省に報告している。

### 崩壊
慶応3年12月14日（1868年1月8日）、新遊撃隊に改称されたが、12月25日（1月19日）、見廻組に名称を戻し戊辰戦争に参加、慶応4年1月3日の鳥羽・伏見の戦いにおいて、鳥羽街道での先鋒として薩摩藩兵らと交戦するが、銃を装備していなかった先頭の見廻組は苦戦し、他の幕府軍と共に退却する。6日、橋本付近での戦闘に参加するが、戦闘を指揮していた佐々木只三郎が重傷を負った。
大阪へ敗走後は、徳川慶喜が大阪城を脱し、江戸へ向かったため、旧幕軍は抗戦を断念。旧幕軍のうち、諸藩兵は国元へ、幕臣と会津藩兵は負傷兵を中心に富士山丸と順道丸に乗船となり江戸へ向かった。ただ見廻組の多くの隊士は他の旧幕兵と共に陸路で紀州に向かい、紀伊半島で船便を調達し江戸へ帰還した。
慶応4年3月18日（1868年4月10日）、狙撃隊に改称された。
5月に新政府は徳川家達を駿河国府中（静岡市）の城主として、徳川家の移封処分を決定した。見廻組隊士の多くは駿河移住は認められず、小普請入り、いわゆる解雇となり狙撃隊は解隊された。しかし今井信郎などの隊士は解隊後も戦闘を継続。戊辰戦争の箱館戦争（五稜郭の戦い）で降伏した。

## 年表
出典
- 元治元年（1864年）
  - 4月 - 浅尾藩主・蒔田相模守と旗本・松平因幡守康正が京都見廻役に任命、配下となる見廻組の身分・俸禄の達しが下る。
  - 5月 - 蒔田相模守廣孝が藩士をともなって入京。
  - 6月 - 池田屋事件勃発後、蒔田廣孝に出動要請。二条斉敬邸を守備。
  - 7月 - 禁門の変勃発のため、御所に急行し、五条通りで長州藩兵と戦闘。
  - 8月 - 正式に市中警備を開始。禁門の変の働きに対して、朝廷から蒔田廣孝に感状が下される。
  - 11月 - 見廻組の両組に御所内の警護が命じられる。
- 慶應元年（1865年）
  - 2月 - 出雲守組に御所南門（建礼門）の警備が命じられる。　
  - 閏5月 - 徳川家茂入京のため相模守組に二条城大宮口の警備が命じられる。
  - 6月 - 与頭・同勤方に「京都見廻役勤中心得方」が定められる。
- 慶應2年（1866年）
  - 1月 - 伏見奉行の捕り方とともに京都の寺田屋に宿泊していた坂本龍馬らを襲撃する（寺田屋事件）。
  - 2月 - 見廻組・高橋与八郎、下賀茂神社参詣の列に、酔って無礼を働く。
  - 3月 - 高橋与八郎に切腹が命じられる。松平康正は見廻役を引責辞任。
  - 9月 - 京都守護職から御所周辺の警備が命じられる。
  - 11月 - 堀親義、松平出雲守の後任として京都見廻役に命じられる。
- 慶應3年（1867年）
  - 5月 - 岩田通徳、堀親義の後任として京都見廻役に命じられる。
  - 6月 - 蒔田廣孝、辞任。後任に小笠原長遠。
  - 11月 - 坂本龍馬を殺害する（近江屋事件）。
  - 12月 - 見廻組、遊撃隊と改称。大阪へ下り本覚寺等に宿陣。さらに新遊撃隊と改称したが見廻組の旧称に戻される。
- 慶應4年（1868年）
  - 1月 - 鳥羽・伏見の戦いに参加。旧幕軍と大阪城を撤退して、陸路で紀州に向かう。江戸に帰還。以後、江戸城内の警護を行う。
  - 3月 - 狙撃隊と改称。
  - 6月 - 徳川家達の駿府移住が決定。江戸に戻った隊士は任を解かれ、見廻組は解体する。

## 京都見廻組を主題にした作品

### 小説
- 早乙女貢『竜馬を斬った男』双葉社
- 峰隆一郎『剣鬼・佐々木只三郎　京都見廻組与頭』廣済堂出版

### 映画
- 『竜馬を斬った男』（1987年、監督：山下耕作、主演：萩原健一）

### アニメ・漫画
- 『銀魂』